# Amos Tuck
Amos Tuck (n. 2 august 1810, Parsonsfield⁠(d), Maine, SUA – d. 11 decembrie 1879, Exeter⁠(d), New Hampshire, SUA) a fost o figură politică din New Hampshire și fondator al Partidului Republican.